# Jarkowo (obwód tiumeński)
Jarkowo (ros. Винзили) – wieś (sieło) w Rosji, w obwodzie tiumeńskim, ośrodek administracyjny rejonu jarkowskiego. W 2010 liczyła 7017 mieszkańców.